# Erika Alexander
Erika Alexander (Winslow, 19 novembre 1969) è un'attrice statunitense.
La si ricorda per il ruolo di Pam Tucker nella sitcom I Robinson, interpretato dal 1990 al 1992 e per quello di Maxine Shaw in Living Single.

## Biografia
Figlia del pastore Robert Alexander e dell'insegnante nonché autrice di libri per bambini Sammie Alexander, ha cinque fratelli. Ha raggiunto la notorietà come attrice grazie al ruolo di Pamela "Pam Cousin" Tucker nella sitcom della NBC I Robinson. Nel 1990 ha recitato accanto a Whoopi Goldberg nel film sul movimento per i diritti civili La lunga strada verso casa e, dal 1993 al 1998, ha interpretato l'avvocata brillante e tagliente Maxine "Max" Shaw nella sitcom della Fox Living Single.
Nel 1992 ha partecipato alla serie televisiva Going to Extremes, ambientata in Giamaica. In questa dramedy di un’ora, alcuni studenti di medicina statunitensi affrontano la formazione professionale su un'isola tropicale. Nel 2002 ha interpretato la funzionaria di sorveglianza Dee Mulhern nella serie Street Time, prodotta da Showtime. La serie, durata due stagioni, le ha permesso di vestire i panni di un personaggio più duro, imperfetto e complesso.

## Vita privata
Dal 1997 è sposata con l’artista e sceneggiatore Tony Puryear.
Politicamente attiva a sostegno di Hillary Clinton, ha preso parte nel 2008 alla campagna elettorale del Partito Democratico, accompagnando Chelsea Clinton in un tour nei campus universitari.

## Filmografia

### Cinema
- My Little Girl, regia di Connie Kaiserman (1986)
- La lunga strada verso casa (The Long Walk Home), regia di Richard Pearce (1990)
- Dice lui, dice lei (He Said, She Said), regia di Ken Kwapis e Marisa Silver (1991)
- Presagio di morte (Fathers & Sons), regia di Paul Mones (1992)
- Studio 54, regia di Mark Christopher (1998)
- Full Frontal, regia di Steven Soderbergh (2002)
- Déjà vu - Corsa contro il tempo (Déjà Vu), regia di Tony Scott (2006)
- Elsa & Fred, regia di Michael Radford (2014)
- Scappa - Get Out (Get Out), regia di Jordan Peele (2017)
- I See You, regia di Adam Randall (2019)
- Il bunker (American Refugee), regia di Ali LeRoi (2021)
- Wildflower, regia di Matt Smukler (2022)
- Earth Mama, regia di Savanah Leaf (2023)
- American Fiction, regia di Cord Jefferson (2023)

### Televisione
- Law & Order - I due volti della giustizia (Law & Order) – serie TV, episodio 1x08 (1990)
- I Robinson (The Cosby Show) – serie TV, 48 episodi (1990-1992)
- Living Single – serie TV, 118 episodi (1993-1998)
- Giudice Amy (Judging Amy) – serie TV, 7 episodi (2000-2001)
- Street Time – serie TV, 20 episodi (2002-2003)
- Law & Order - Unità vittime speciali (Law & Order: Special Victims Unit) – serie TV, episodio 5x14 (2004)
- Half & Half – serie TV, episodio 3x14 (2005)
- Settimo cielo (7th Heaven) – serie TV, episodio 9x20 (2005)
- In Justice – serie TV, episodio 1x06 (2006)
- E.R. - Medici in prima linea (ER) – serie TV, episodio 12x19 (2006)
- Side Order of Life – serie TV, episodio 1x1 (2007)
- CSI - Scena del crimine (CSI: Crime Scene Investigation) – serie TV, episodio 8x04 (2007)
- Numb3rs – serie TV, episodio 4x06 (2007)
- CSI: Miami – serie TV, episodio 6x11 (2007)
- Criminal Minds – serie TV, episodio 4x22 (2009)
- In Plain Sight - Protezione testimoni (In Plain Sight) – serie TV, 4 episodi (2010)
- Dr. House - Medical Division (House M.D.) – serie TV, episodio 7x13 (2011)
- Suburgatory – serie TV, episodio 1x22 (2012)
- Suits – serie TV, episodio 2x04 (2012)
- L'uomo di casa (Last Man Standing) – serie TV, 10 episodi (2012-2015)
- Low Winter Sun – serie TV, 4 episodi (2013)
- NCIS: New Orleans – serie TV, episodio 1x2 (2014)
- Grey's Anatomy – serie TV, episodio 11x19 (2015)
- Recovery Road – serie TV, episodio 1x05 (2016)
- Queen Sugar – serie TV, 3 episodi (2016)
- Bosch – serie TV, 10 episodi (2016-2017)
- Beyond – serie TV, 12 episodi (2017-2018)
- Insecure – serie TV, 3 episodi (2018)
- Black Lightning – serie TV, 8 episodi (2018-2019)
- Wu-Tang: An American Saga – serie TV, 8 episodi (2019-2023)

## Doppiatrici italiane
Nelle versioni in italiano delle opere in cui ha recitato, Erika Alexander è stata doppiata da:
- Alessandra Cassioli in Law & Order - Unità vittime speciali, Déjà vu - Corsa contro il tempo, NCIS: New Orleans, Grey's Anatomy, Black Lightning, Wu-Tang: An American Saga, Il bunker
- Monica Bertolotti ne CSI: Miami, La lunga strada verso casa (ridoppiaggio)
- Alessandra Korompay ne La lunga strada verso casa
- Eleonora De Angelis ne I Robinson
- Emanuela Baroni in Street Time
- Irene Di Valmo in CSI - Scena del crimine
- Laura Boccanera in Criminal Minds
- Patrizia Burul in Suits
- Roberta De Roberto in Bosch
- Cinzia De Carolis in Scappa - Get Out